# فرودگاه بین‌المللی دل کریبی سانتیاگو «مارینو»
فرودگاه بین‌المللی دل کریبی سانتیاگو "مارینو" (به انگلیسی: Del Caribe "Santiago Mariño" International Airport) (به زبان بومی: Aeropuerto Internacional del Caribe "Santiago Mariño") یک فرودگاه همگانی با کد یاتا PMV است که یک باند فرود آسفالت دارد و طول باند آن ۳۲۰۰ متر است. این فرودگاه در کشور ونزوئلا قرار دارد و در ارتفاع ۲۳ متری از سطح دریا واقع شده‌است.

## شرکت‌های هواپیمایی و مقصدهای پروازی

### مسافری
| شرکت‌های هواپیمایی    | مقصدهای پروازی |
| -------------------- | --- |
| Aeropostal           | سیمون بولیوار، آرتورو میچلنا |
| Aserca Airlines      | سیمون بولیوار |
| اویور ایرلاینز       | ژنرال خوزه آنتونیو آنسوآتگی |
| کونویاسا             | خاسینتو لارا، سیمون بولیوار، خوآن پابلو پرس آلفونسو، لا فریا، لا چینیتا، خوزه تادئو مناگاس، منیول کارلووس پیار گوایانا، میر بوینونتورا ویواس |
| کوپا ایرلاینز کلمبیا | چارتر: ال دورادو |
| LASER Airlines       | سیمون بولیوار، آرتورو میچلنا |
| لوت پولیش ایرلاینز   | چارتر: شوپن ورشو |
| روتاکا ایرلاینز      | سیمون بولیوار، منیول کارلووس پیار گوایانا، میر بوینونتورا ویواس، پرت آو اسپاین                                                               |
| Venezolana           | سیمون بولیوار، لا چینیتا |

### باری
| شرکت‌های هواپیمایی      | مقصدهای پروازی |
| ---------------------- | -------------- |
| Amerijet International | میامی          |